# Бар (астрономія)

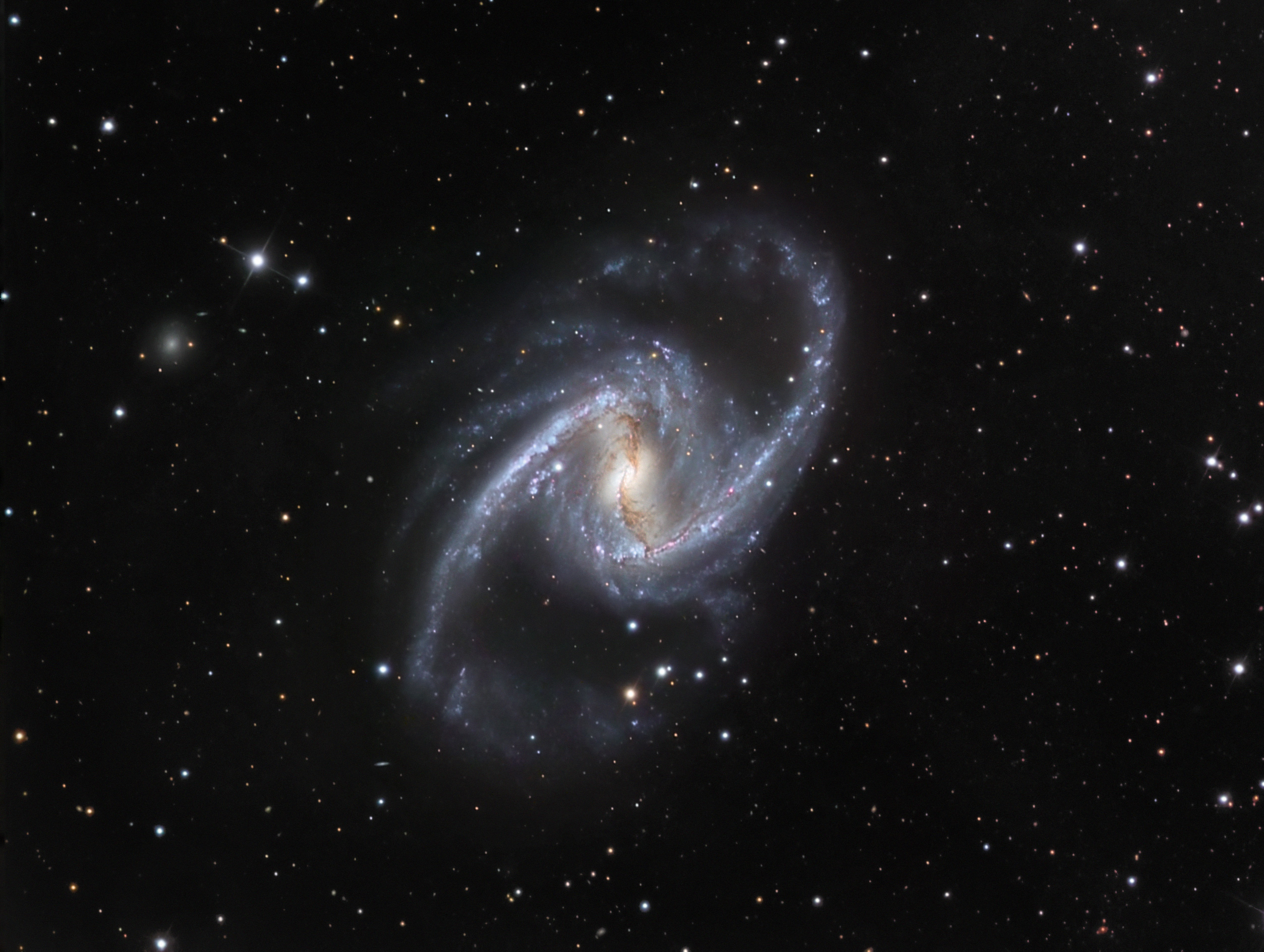
Велика спіральна галактика з баром (NGC 1365, у сузір'ї Печі) має добре окреслений бар.
Зображення є комбінацією трьох знімків із 1,5 метрового данського телескопа в південноєвропейській обсерваторії ла Сільва (Чилі).

Бар — перетинка, яка проходить через центр деяких спіральних галактик, та від якої відгалужуються галактичні рукави.
Бари мають різноманітну структуру. Трапляються короткі й широкі та довгі й вузькі. Зазвичай їх яскравість зменшується до країв та кінців (до кінців — повільніше). Однак зустрічаються бари рівномірної або плямистої яскравості. Механізми утворення бару невідомі.